# Svetlana
Svetlana je žensko osebno ime.

## Izvor imena
Svetlana je slovansko ime, ki je nastalo iz pridevnika svetla. Ime je zlasti pogosto pri Rusih; od njih je prišlo tudi k nam. V zvezi s koledarjem pa nekateri raziskovalci ime Svetlana povezujejo z grškim imenom Fotina, ki je nastalo iz grške besede φωτεινος (fōteinós) v pomenu besede »svetel, razsvetljen, jasen«.

## Različice imena
- ženske različice imena: Sveta, Svetlanka, Svetlinka, Svetljana, Svetluša, Svetlana, Svijetlana, Svitlana,
- moška različica imena: Svetlan

## Tujejezikovne različice imena
- pri Čehih: Světlana
- pri Madžarih: Szvetlána
- pri Nemcih: Swetlana
- pri Poljakih: Świetlana
- pri Rusih: Светлана (Svetlana)
- pri Švedih: Svetlana

## Pogostost imena
Po podatkih Statističnega urada Republike Slovenije je bilo na dan 31. decembra 2007 v Sloveniji število ženskih oseb z imenom Svetlana: 538.

## Osebni praznik
V koledarju je ime Svetlana zapisano 20. septembra (Kandida [Svetlana], afriška mučenka, † 20. september v 3. stoletju)

## Zanimivost
Fotina se je imenovala mučenka in tista Samarijanka, s katero se je Jezus pogovarjal pri Jakobovem studencu v mestu Sihar.